# Röyksopp
Röyksopp ([ˈɾøʏksɔp], рэйксоп) — дуэт из Тромсё (Норвегия), исполняющий электронную музыку. В состав дуэта входят Торбьёрн Брундтланд (норв. Torbjørn Brundtland) и Свейн Берге (норв. Svein Berge).
Слово «röyksopp» — стилизованная версия слова «røyksopp», которое переводится с норвежского как «гриб-дождевик».

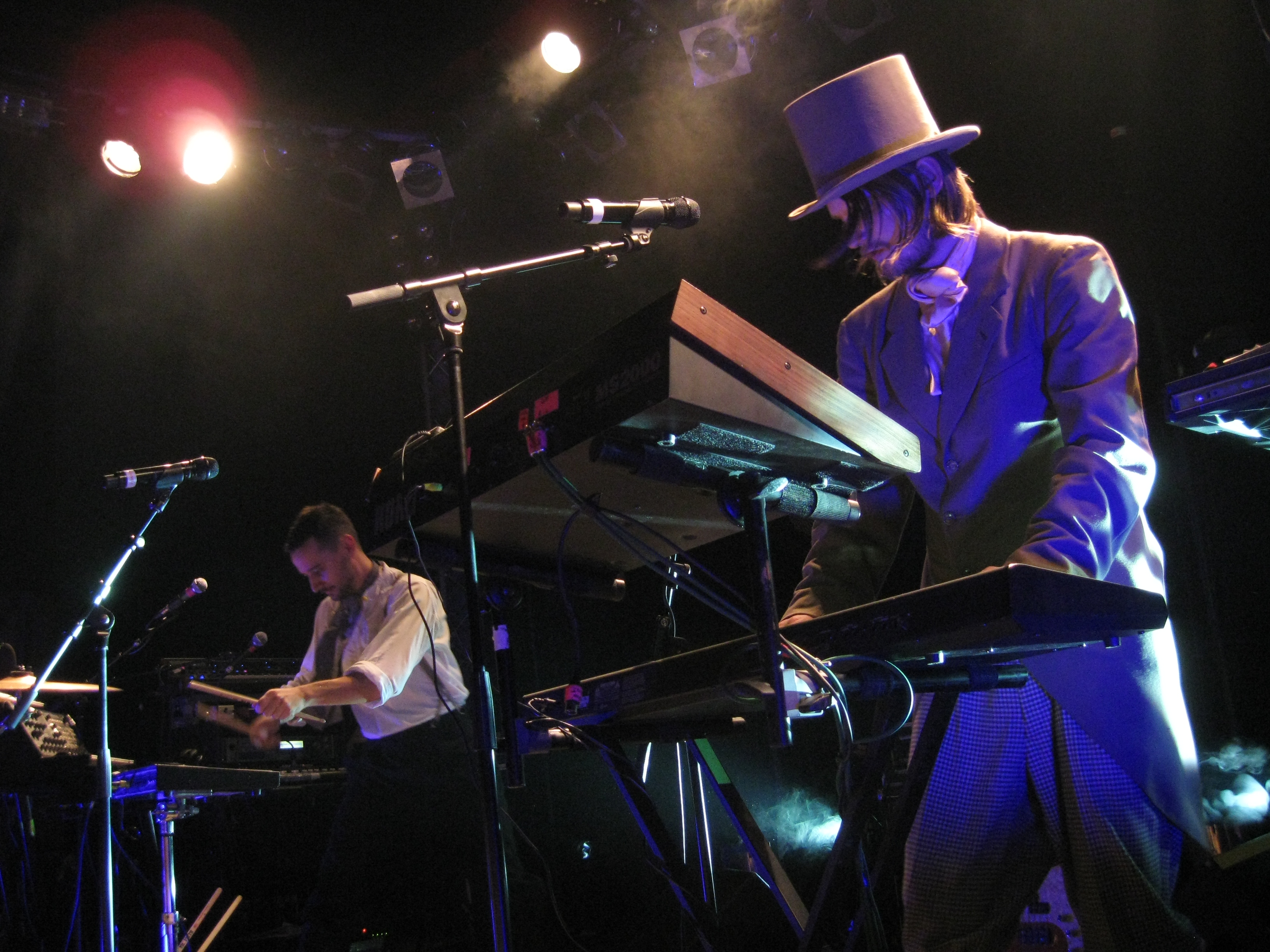
Выступление Röyksopp в Берлине, 2009 год

## История
Официально группа была создана в 1998 году, их дебютный альбом Melody A.M. был выпущен в 2001 году.
Несмотря на то что Брундтланд и Берге дружили ещё в школе в своём родном Тромсё и даже экспериментировали с электронной музыкой в начале девяностых, группа Röyksopp была создана лишь несколько лет спустя, когда судьба вновь свела их вместе в Бергене. Город в то время переживал период расцвета электронного андерграунда и группа работала с такими музыкантами, как Frost и лидером группы Kings of Convenience Эрленн Ёйе (норв. Erlend Øye). Они и многие другие норвежцы вошли в состав так называемой Бергенской волны — целой волны успешных музыкантов, появившихся в Бергене в конце девяностых. Röyksopp также писали музыку для транс-исполнителей, таких как Psysex и Infected Mushroom.
Первые синглы Röyksopp были выпущены местным независимым лейблом Tellé, а альбом Melody A.M. — уже при помощи британского лейбла Wall of Sound. Так свет увидели синглы «Eple», «Poor Leno», «Remind Me» и «Sparks».
В 2001 году Röyksopp едут в турне с Basement Jaxx и Moby.
С появлением нескольких экспериментально-графических видео популярность альбома пошла вверх. В 2002 году Röyksopp со своим инфографическим видео «Remind Me» получили награду MTV Europe Music Awards за лучшее видео.
Компания Apple приобрела лицензию на использование трека «Eple» (в переводе с норвежского — яблоко) в качестве приветственной музыки к операционной системе Mac OS X Panther.
Самый первый сингл Röyksopp, «So Easy», стал популярным в Великобритании после того, как компания T-Mobile использовала его в своём рекламном ролике.
Релиз второго альбома Röyksopp The Understanding состоялся 12 июля 2005 года. Выпуску альбома предшествовал выход в свет 27 июня сингла «Only This Moment», в видео на который есть элементы пропаганды, так как при его создании вдохновение черпалось из студенческих волнений в Париже в 1968 году. Следующий сингл с альбома, «49 Percent», был выпущен 26 сентября 2005 года. Для исполнения женской вокальной партии в композиции «What Else Is There?» была приглашена Fever Ray — солистка популярной шведской группы The Knife.
В 2005 году Röyksopp отыграли длинный сет на фестивале в Гластонбери, причём как минимум полчаса из сета, предшествовавшие выступлению Fatboy Slim, были включены в трансляцию телеканала BBC Three.
В июне 2010 года вышел трек «None of Dem», записанный совместно с Робин Мириам Карлссон.
Известность Röyksopp за океаном начала расти после того, как их трек «Follow My Ruin» был включён в саундтрек к игре FIFA 06.
Помимо этого, трек «It’s What I Want» из альбома Junior можно услышать уже в FIFA 10, трек «Röyksopp Forever» используется в трейлере игры Assassin’s Creed: Brotherhood, трек «Vision One» присутствует в игре LittleBigPlanet, а отрывок трека «The Fear» использовался в прологе игры Atomic Heart.
В 2013 году вышел трек «Running To The Sea» совместно с вокалисткой Сусанне Суннфёр.

## Дискография

### Студийные альбомы
- 2001 — Melody A.M.[1]
- 2005 — The Understanding
- 2009 — Junior
- 2010 — Senior
- 2014 — The Inevitable End
- 2022 — Profound Mysteries
- 2022 — Profound Mysteries II
- 2022 — Profound Mysteries III
- 2024 — Nebulous Nights (An Ambient Excursion into Profound Mysteries)
- 2025 — True Electric

### Мини-альбомы
- 2014 — Do It Again (совместно с Робин)
- 2016 — Never Ever (совместно с Сусанне Суннфёр)
- 2022 — Profound Mysteries Remixes

### Концертные альбомы
- 2006 — Röyksopp’s Night Out[2]

### Сборники
- 2007 — Back to Mine: Röyksopp
- 2021 — Lost Tapes

### Синглы
Из Melody A.M.
- 2001 — «Remind Me / So Easy» #21 UK
- 2002 — «Poor Leno» #37 UK
- 2003 — «Eple» #16 UK
- 2003 — «Sparks» #41 UK

Из The Understanding
- 2005 — «Only This Moment» #33 UK
- 2005 — «49 Percent» #55 UK
- 2005 — «What Else Is There?[англ.]» #1 UK Dance Chart, #32 UK Singles Chart, #4 2006 Norwegian Singles Chart VG Top 20
- 2006 — «Beautiful Day Without You»

Из Junior
- 2009 — «Happy Up Here»
- 2009 — «The Girl and The Robot»
- 2009 — «This Must Be It»
- 2010 — «Tricky Tricky»

Из Senior
- 2010 — «The Drug»
- 2011 — «Forsaken Cowboy»

Из The Inevitable End
- 2014 — «Monument»
- 2014 — «Skulls»
- 2014 — «Sordid Affair»
- 2015 — «I Had This Thing»
- 2016 — «Here She Comes Again» (DJ Antonio Remix)

Из Profound Mysteries
- 2022 — «(Nothing But) Ashes…»
- 2022 — «The Ladder»
- 2022 — «Impossible»
- 2022 — «This Time, This Place…»
- 2022 — «Breath»
- 2022 — «If You Want me»

Из Profound Mysteries II
- 2022 — «Sorry»
- 2022 — «Unity»
- 2022 — «Let’s Get It Right»

Из Profound Mysteries III
- 2022 — «Stay Awhile»